# 柏崎駅
柏崎駅（かしわざきえき）は、新潟県柏崎市駅前一丁目にある、東日本旅客鉄道（JR東日本）・日本貨物鉄道（JR貨物）の駅である。

## 概要
新潟県柏崎市の代表駅で、中心市街地の南側に位置している。JR東日本とJR貨物が共同で使用し、信越本線を所属線とし、当駅を起点とする越後線を加えた2路線が乗り入れている。ただし、JR貨物の第二種鉄道事業の路線は信越本線のみである。また、JR東日本が運行する旅客列車の発着はあるが、JR貨物が運行する貨物列車の発着は1997年（平成9年）以降なくなっている。
普通列車のほか、特急「しらゆき」や快速が停車する。
駅の開設は1897年（明治30年）である。開設当初は北越鉄道の運営であり、柿崎方面からの終着駅だった。1912年（大正元年）には越後鉄道（現：越後線）が乗り入れた。北越鉄道・越後鉄道の両社は国有化されたため柏崎駅は国有鉄道の運営となっていたが、1987年（昭和62年）の国鉄分割民営化によって旅客営業はJR東日本が担当、貨物営業はJR貨物が担当する形態に変わった。

## 歴史
駅の設置は土地の寄付により、枇杷島村大字道楽神に決定されたが、低湿な地であり戦後まで洪水に悩まされた。

### 年表
- 1897年（明治30年）
  - 8月1日：北越鉄道の柏崎駅として、鉢崎 - 柏崎開通時に開業。旅客・貨物営業を開始[2]。
  - 11月20日：北越鉄道線が北条駅まで開通。
- 1907年（明治40年）8月1日：北越鉄道が国有化。帝国鉄道庁の駅となる。
- 1912年（大正元年）11月11日：越後鉄道の柏崎駅が開業し、同社線が石地駅まで開通[5]。
- 1914年（大正3年）5月：第一種連動装置が竣工[6]。
- 1927年（昭和2年）10月1日：越後鉄道線が国有化され、国有鉄道の越後線となる[5]。
- 1947年（昭和22年）10月10日：柏崎市内に昭和天皇の戦後巡幸。同月12日にかけてお召し列車が発着[7]。
- 1967年（昭和42年）10月6日：現駅舎が完成[1][新聞 1]。
- 1968年（昭和43年）4月26日：直江津 - 宮内間の電化工事着工のくわ入れ式を1番ホームで挙行[新聞 2]。
- 1971年（昭和46年）
  - 11月1日：みどりの窓口を開設[新聞 3]。
  - 12月1日：旅客営業センターを開設[新聞 4]。
- 1986年（昭和61年）11月1日：荷物の取り扱いを廃止[2]。
- 1987年（昭和62年）4月1日：国鉄分割民営化により、JR東日本・JR貨物の駅となる[5]。
- 1995年（平成7年）2月28日：びゅうプラザが移転新装オープン[新聞 5]。
- 1997年（平成9年）3月22日：コンテナ輸送貨物列車の発着が廃止され、自動車代行輸送を開始[2]。
- 1998年（平成10年）3月25日[8]：石油類輸送貨物列車の発着が廃止。
- 2000年（平成12年）12月12日：駅構内の信号制御盤をてこ式から電子連動装置に交換し、使用を開始[新聞 6]。
- 2003年（平成15年）3月：黒姫 - 越後石山間のCTC・PRC化[9]に併せて当駅での運転取扱業務がなくなる。
- 2004年（平成16年）3月24日：駅構内に11人乗りエレベータ2基が設置される[新聞 7][新聞 8]。
- 2005年（平成17年）12月15日：自動改札機を設置する。
- 2006年（平成18年）4月1日：柏崎オフレールステーションを開設。
- 2007年（平成19年）7月16日：新潟県中越沖地震により、当駅構内に停車中の越後線普通列車（2両編成）が脱線。人的被害はなかったが、越後線・信越本線は一部区間で長期間にわたって運休した。
- 2014年（平成26年）
  - 4月1日：ICカード「Suica」のサービスエリア拡大に伴い、新潟エリアとしてサービスを開始[報道 1]。
  - 10月5日：駅舎の内外装を海をイメージしたものにリニューアルする[10][報道 2]。これに併せて案内標などの設備がLEDタイプの物に更新される。
- 2018年（平成30年）3月30日：びゅうプラザが閉店。
- 2020年（令和2年）10月1日：長岡管理駅より管理駅業務を一部移管。自駅単独管理から管理駅となる。

## 駅構造
地上駅で、ホームは合計2面4線ある。駅構内南側のホームは2本の線路（2番線・3番線）がホームの南北に接する島式ホームとなっている。北側にあるホームには駅舎が設置されており、ホームの南側が1番線に接し、ホームの北側の駅舎より東側が0番線に接している。なお、0番線は車止めが設置された行き止まり式となっている。越後線は基本的に0番線発着ではあるが、一部列車は1番線発着になる場合がある。
ホームに接する線路のほか、構内には車両留置用や貨物用の側線が設けられている。ホーム間の移動手段として、交通バリアフリー対策のエレベーターが併設された跨線橋が設置されている。

### 駅運営
直営駅（社員配置駅）で、管理駅の機能を持つ。当駅の駅長は長岡統括センターの副所長を兼務する。一時期、柏崎駅は自駅単独管理となり、周辺駅は長岡駅が管理していた。2015年（平成27年）3月14日に直江津駅の管理区域が長岡駅へと移管され、周辺駅の指導・巡回を行う長岡駅業務担当柏崎在勤が配置された。
改札口には自動改札機（Suica対応）が設置されている。当駅からのSuica新潟エリアは、信越本線下り（長岡方面）は宮内駅以北の各駅、上り（直江津方面）は直江津駅のみ、越後線は吉田駅以北の各駅でのみ利用可能で、以上3区間内に所在する各駅との往来のみ利用が可能である。また、Suica一部対応駅のため、Suica発売、払い戻し、再発行は取り扱っていない（最寄り対応駅は長岡駅）。また、駅舎にはみどりの窓口、自動券売機、指定席券売機、待合室、自動販売機、売店「NewDays」、化粧室などがある。
出入口は構内北側だけに設置されているため、駅南側へは駅舎を出て東側に進んだところに設けられた地下通路を通り抜ける必要がある。

### のりば
| 番線      | 路線                   | 方向                   | 行先                   | 備考     |
| --------- | ---------------------- | ---------------------- | ---------------------- | -------- |
| 0         | ■越後線                | 下り                   | 出雲崎・吉田方面       | 当駅始発 |
| 1         | ■越後線                | 下り                   | 出雲崎・吉田方面       | 当駅始発 |
| ■信越本線 | （待避列車・当駅始発） | （待避列車・当駅始発） | （待避列車・当駅始発） |          |
| ■信越本線 | 2                      | 下り                   | 長岡・新潟方面         |          |
| ■信越本線 | 3                      | 上り                   | 直江津・金沢方面       |          |

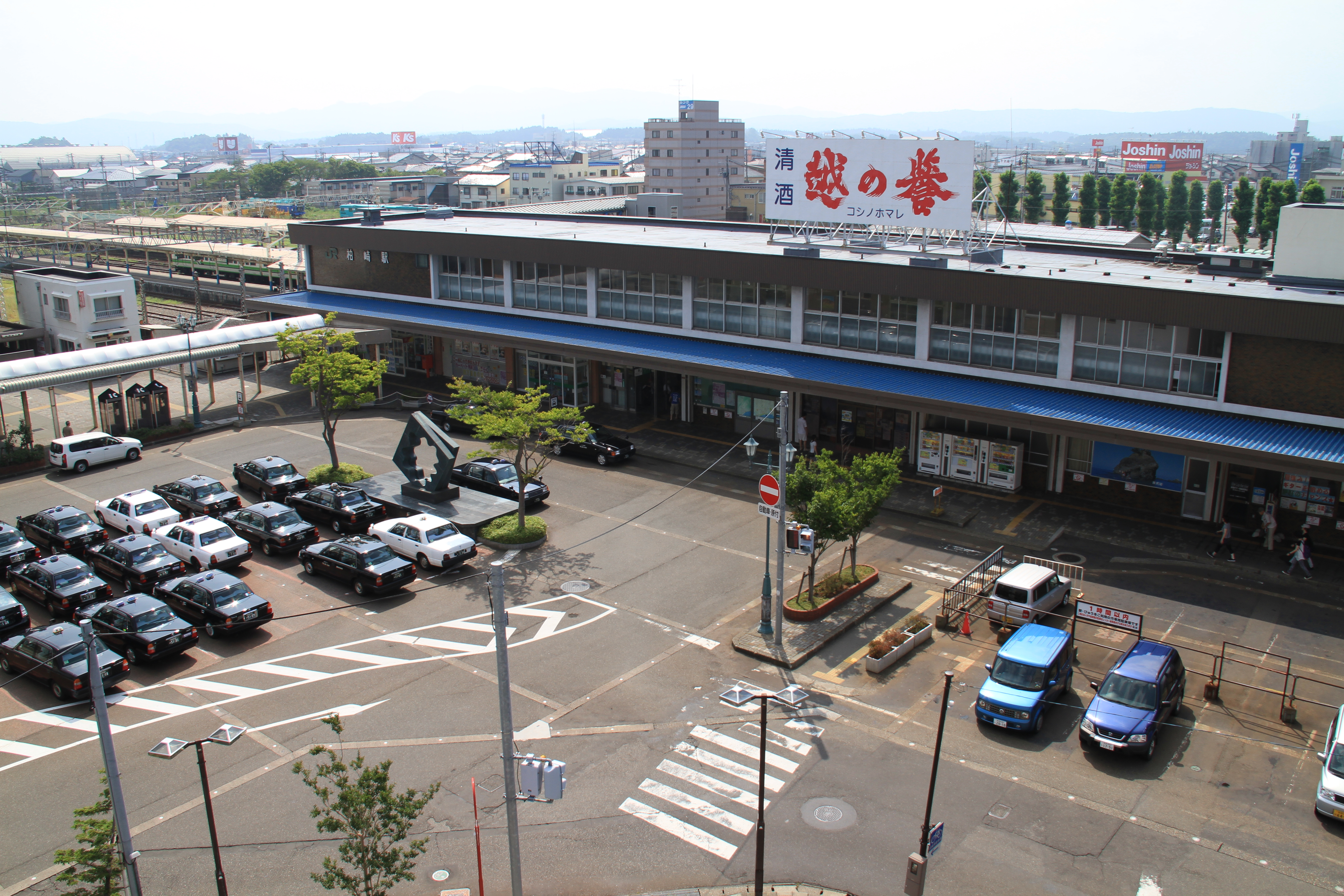
改装前（2010年8月）
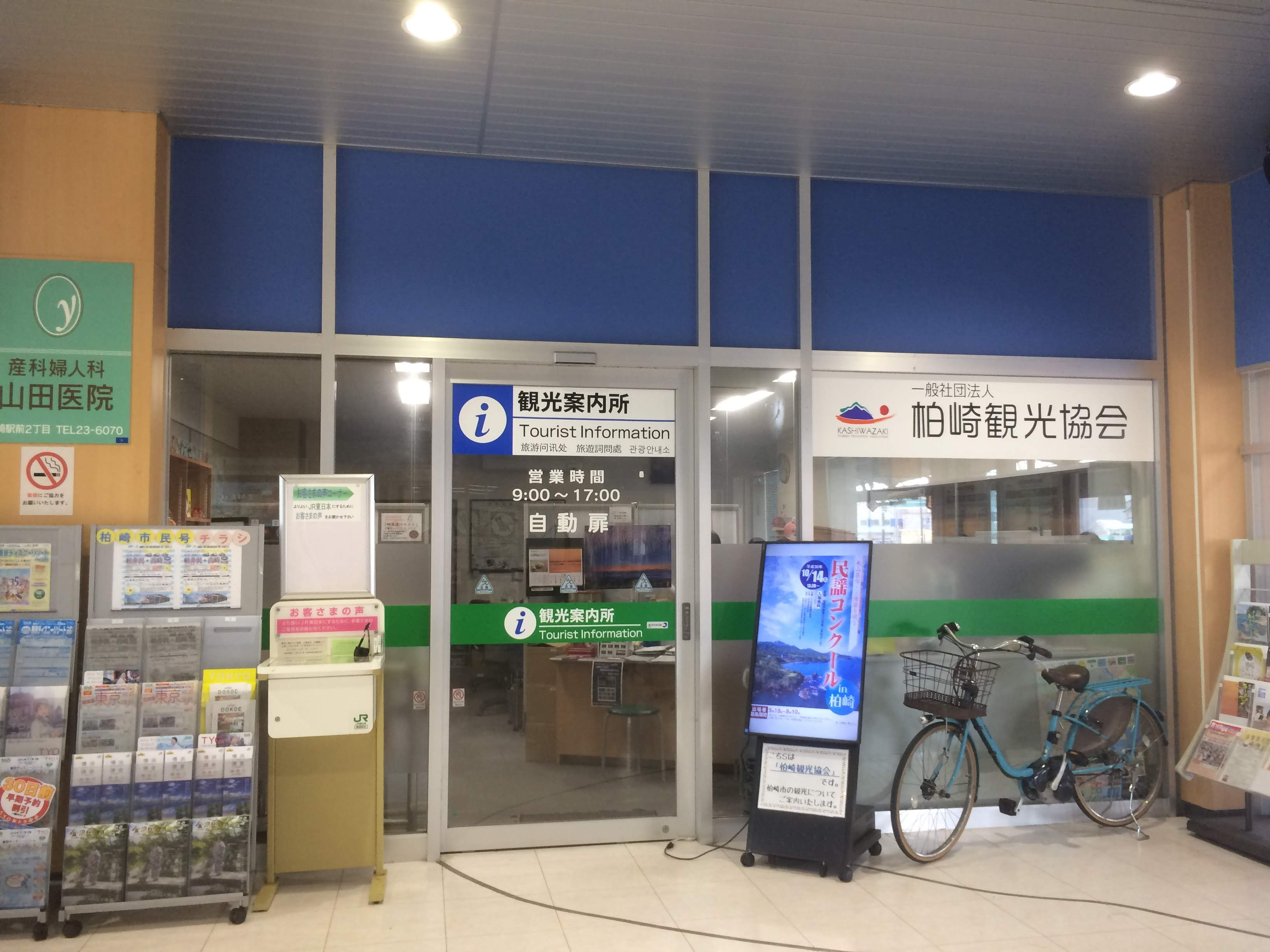
観光案内所（2018年7月）
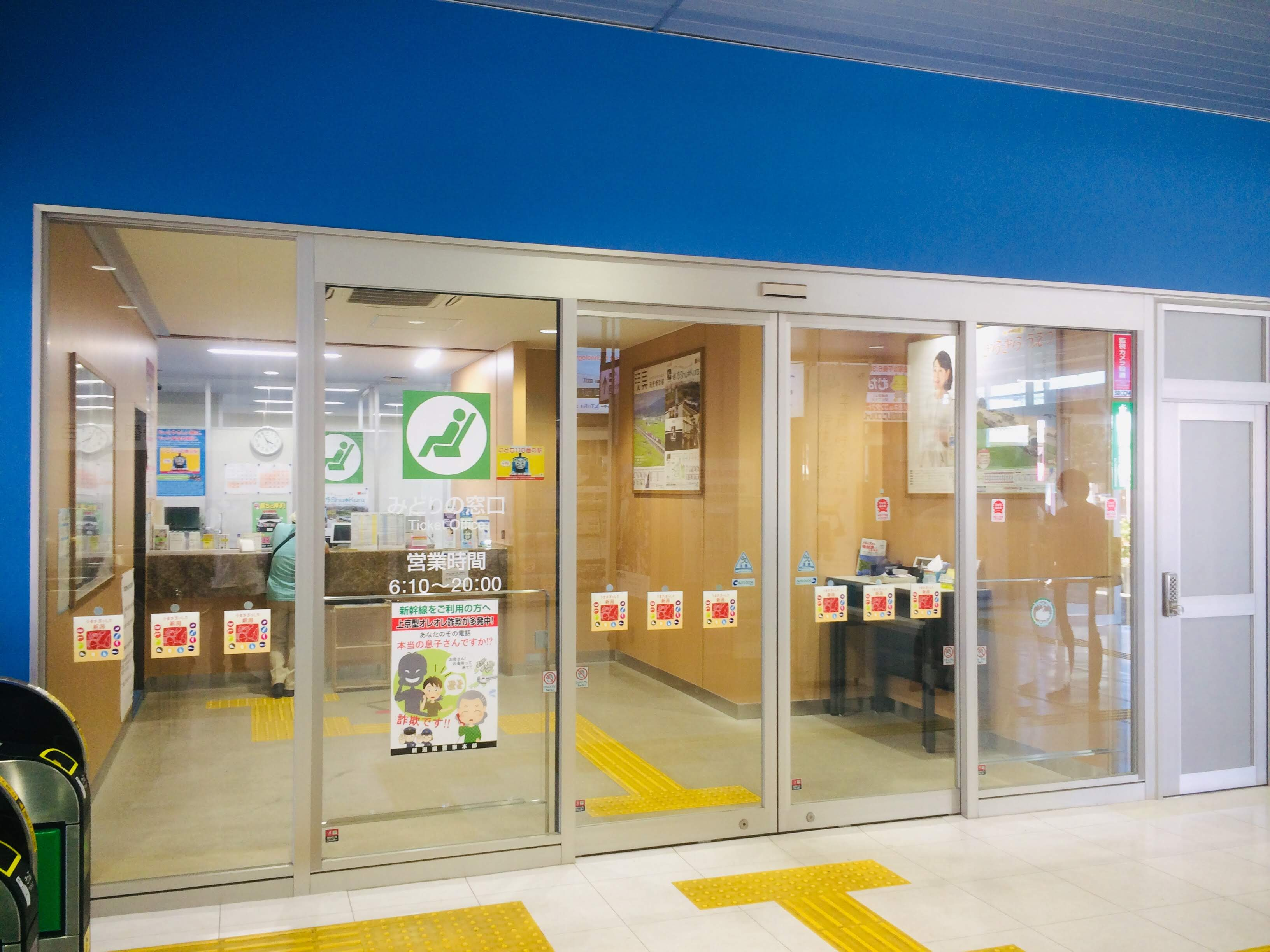
みどりの窓口（2018年7月）
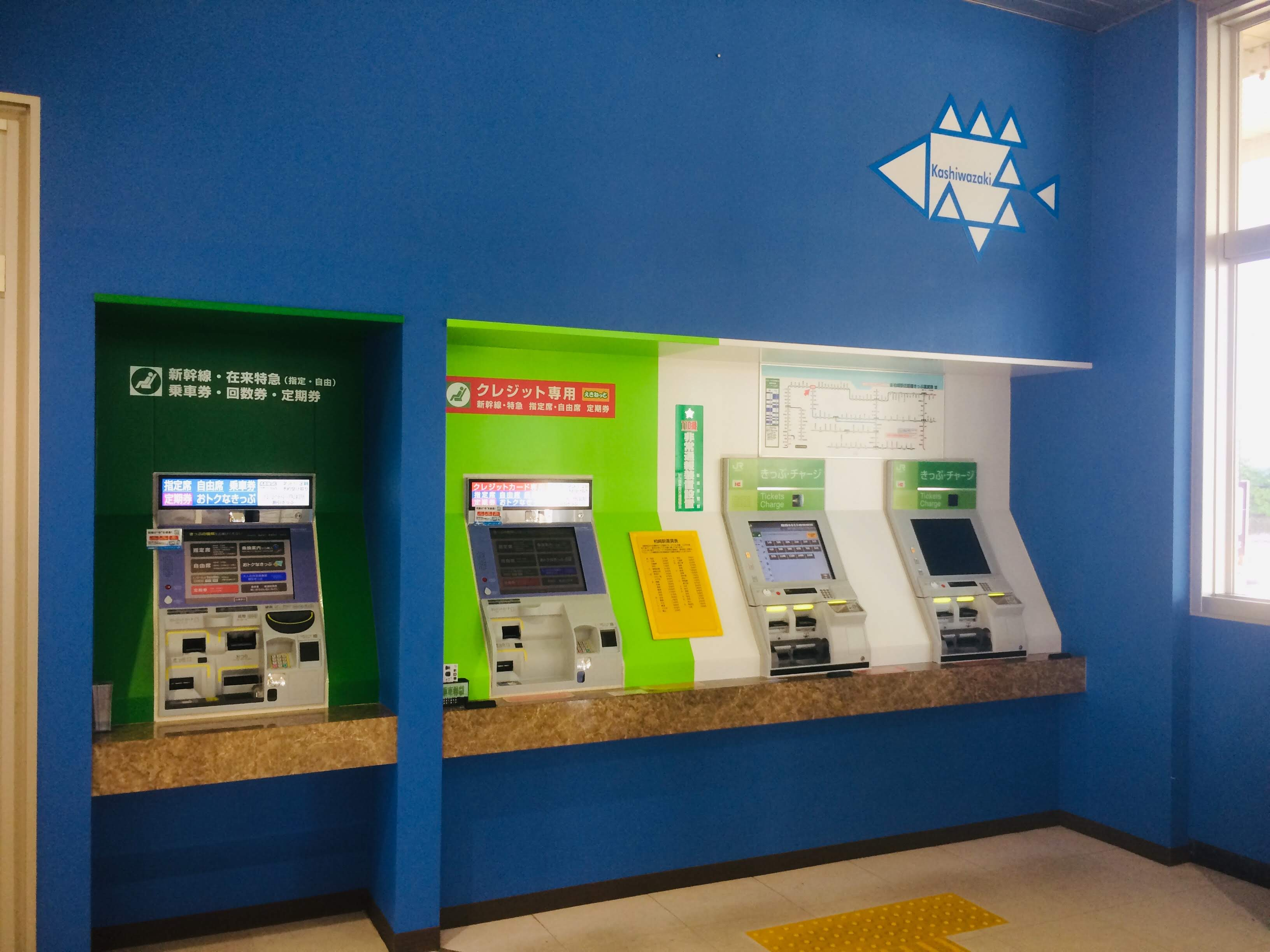
自動券売機（2018年7月）
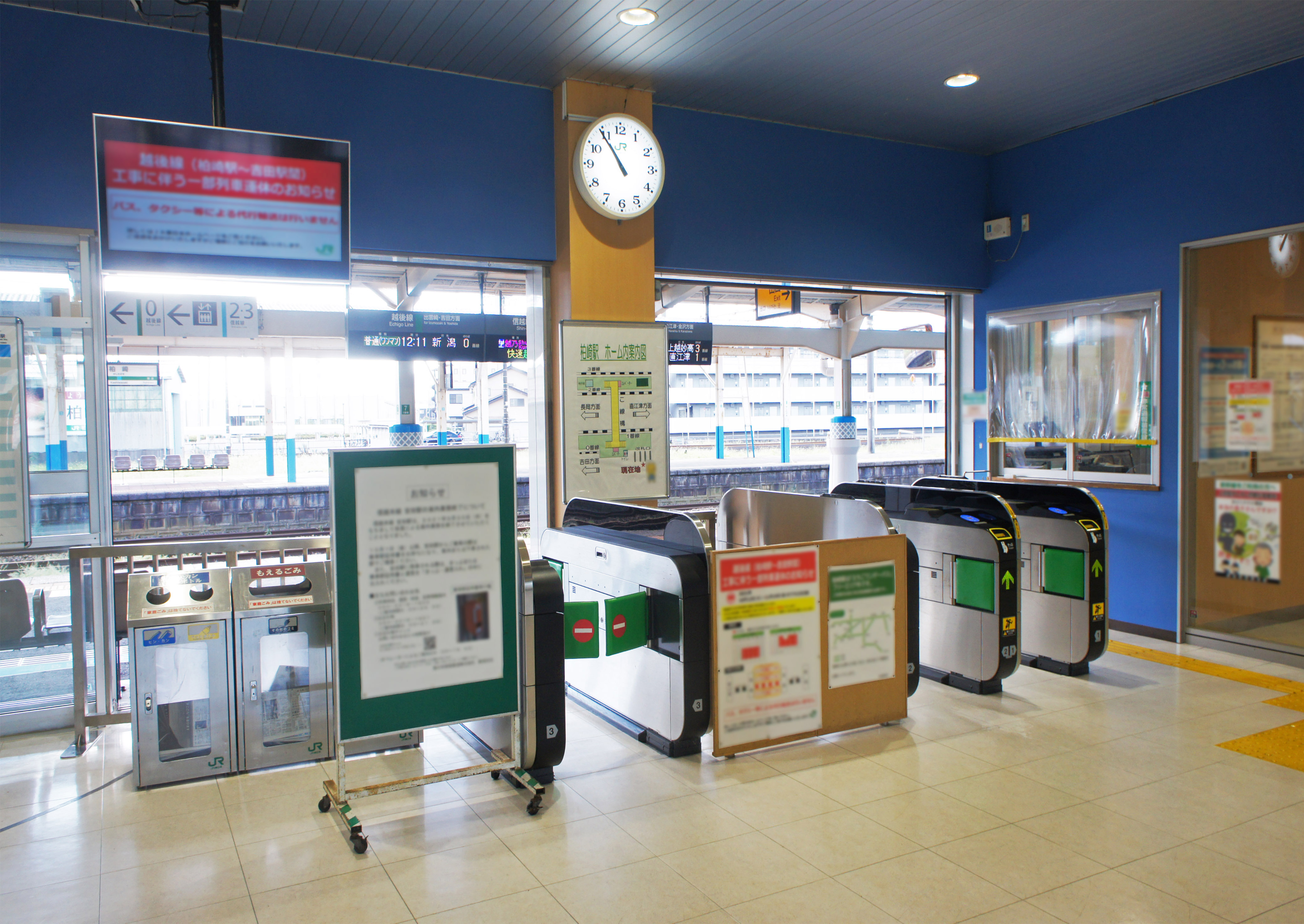
改札口（2021年9月）
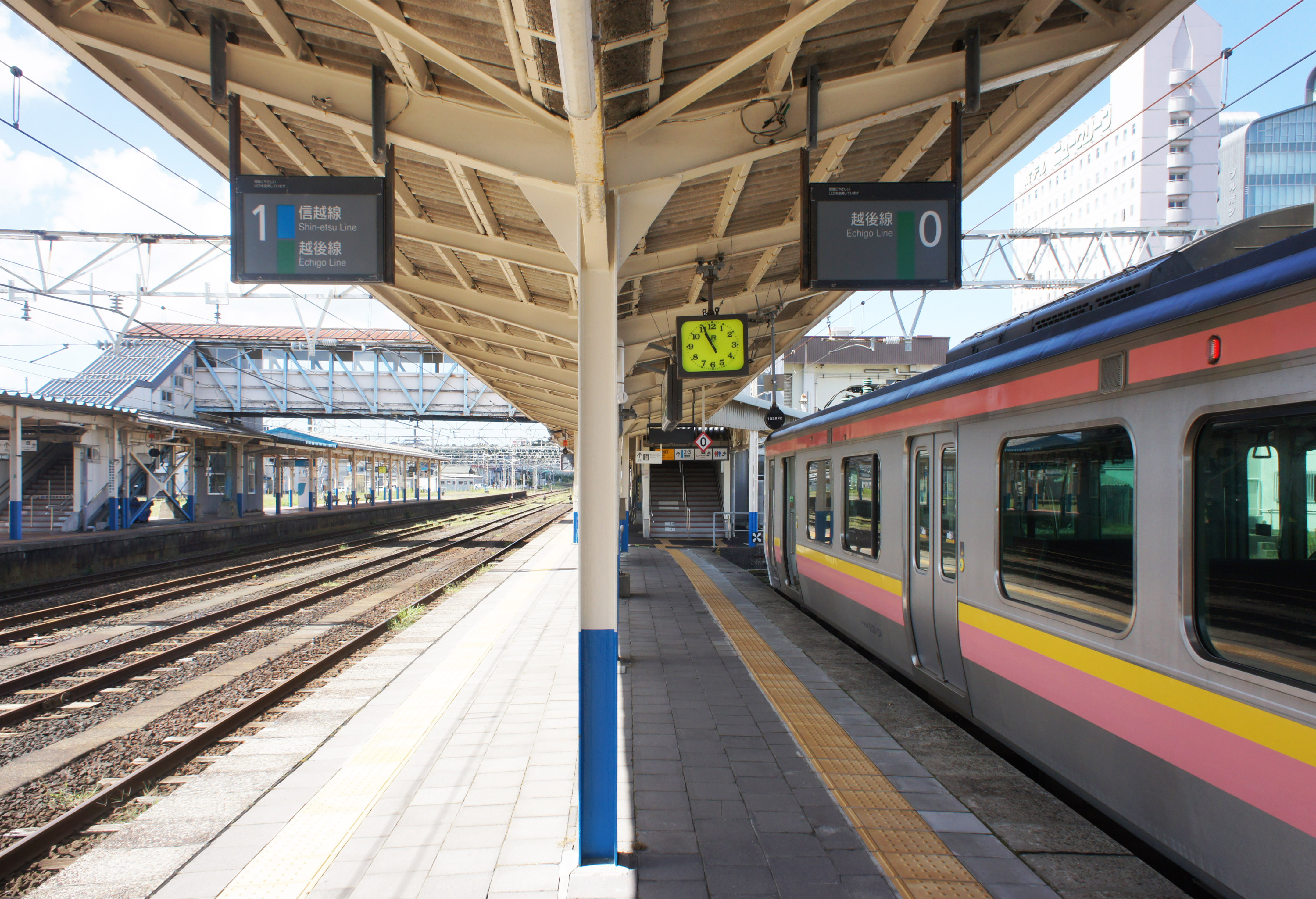
0・1番線ホーム（2021年9月）
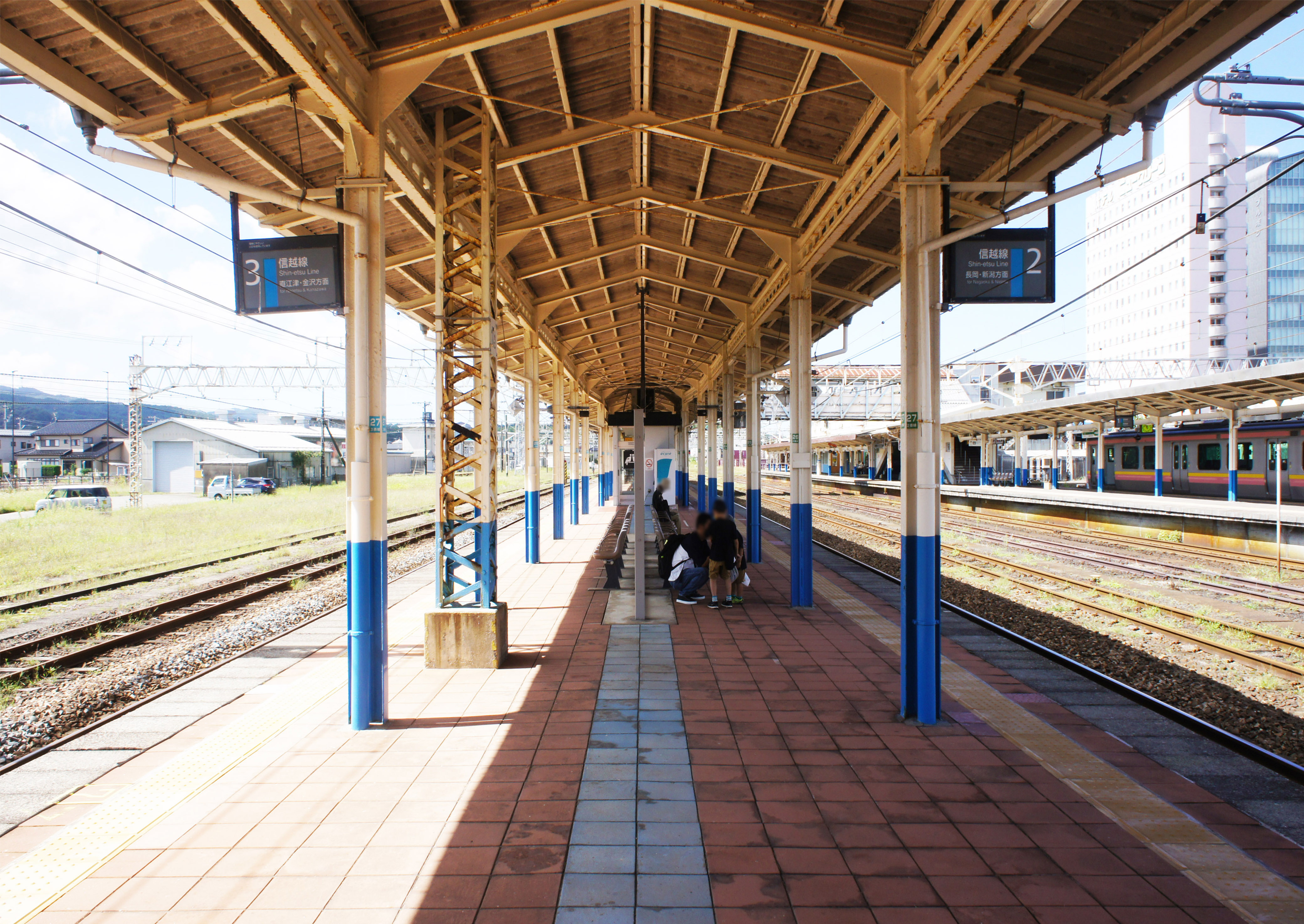
2・3番線ホーム（2021年9月）
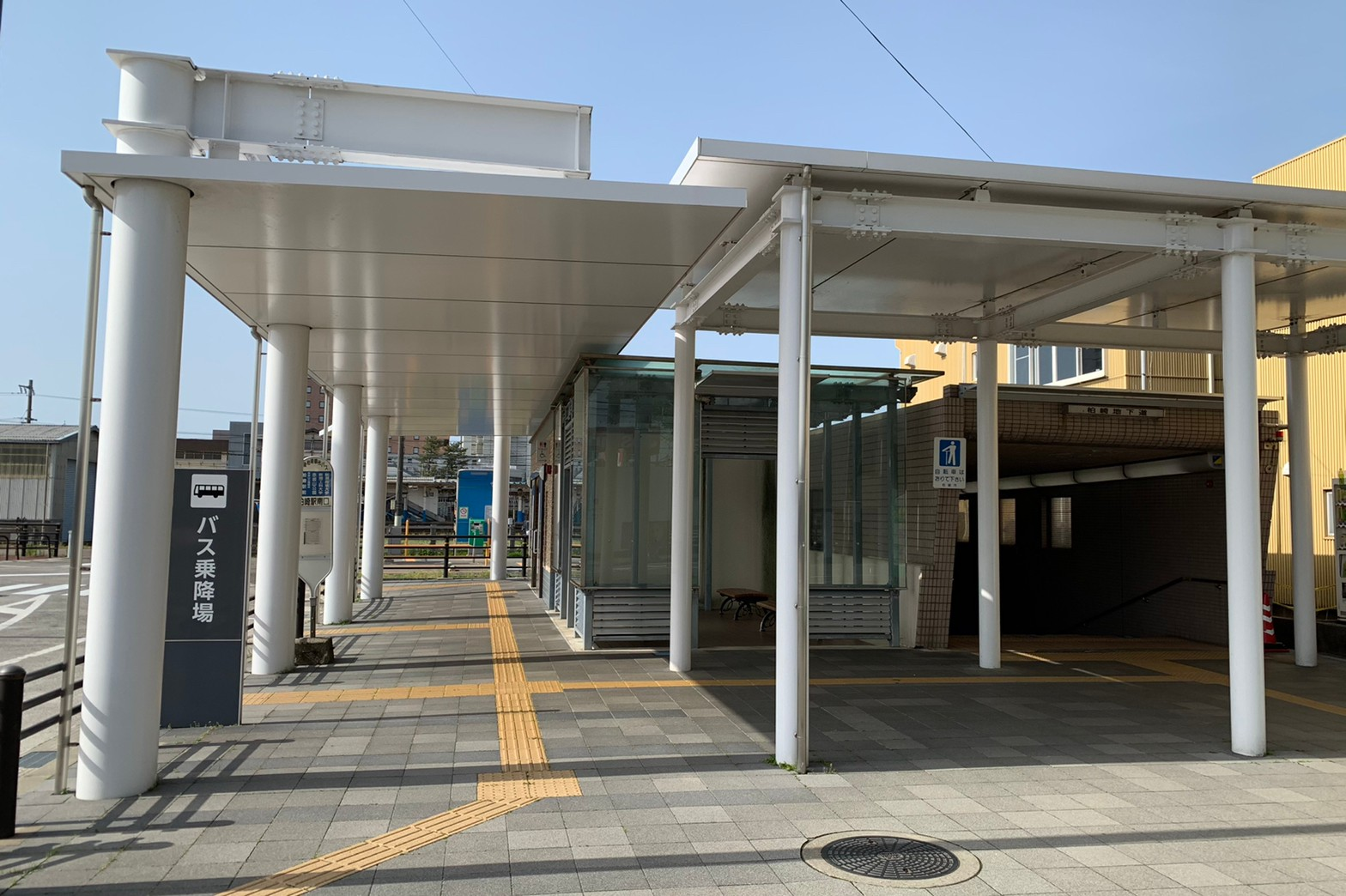
地下道南側出入口（2021年5月）
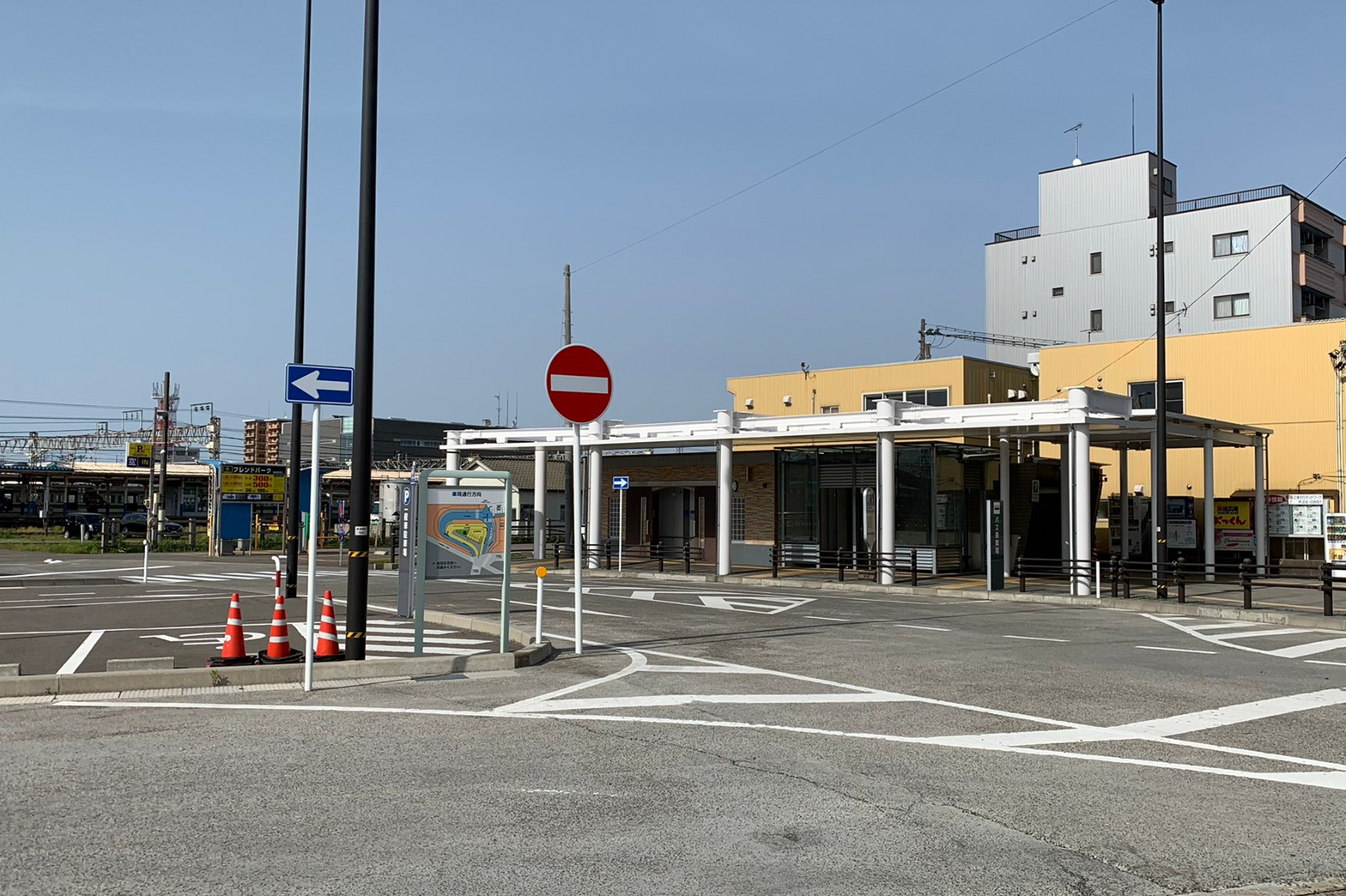
南口（2021年5月）

## 貨物の取扱い

### 柏崎オフレールステーション
柏崎オフレールステーション（略称：柏崎ORS）は、旅客駅舎の西側にあり、JR貨物柏崎駅に属するコンテナ集配基地である。12フィートのコンテナ貨物を取扱っており、貨物列車代替のトラック便が南長岡駅との間で1日5.5往復（当施設発が6本）運行されている。
かつては柏崎駅には貨物列車が発着し、コンテナは列車で輸送されていたが、1997年（平成9年）にトラック輸送に切り替えられ自動車代行駅となった。その後の2006年（平成18年）にコンテナ部門は柏崎オフレールステーションに変更された。

### 専用線
柏崎駅の東側には2001年（平成13年）まで日本石油加工柏崎工場（旧・日本石油柏崎製油所）があり、駅から分岐しこの工場へ向かう専用線も存在していた。1983年（昭和58年）の専用線一覧表によれば、作業キロ0.6 km、総延長キロ1.8 kmで、構内作業は日本石油輸送の機関車が行っていた。
専用線の敷設は柏崎製油所新設の翌年の1900年（明治33年）である。専用線では原油や石油製品の輸送が行われ、ピーク時の1970年代には1,000両余りのタンク車が出入りしていたが、トラック輸送に切り替えられ1998年（平成10年）に廃止された。

## 利用状況

### 旅客
JR東日本によると、2023年度（令和5年度）の1日平均乗車人員は1,380人である。
2000年度（平成12年度）以降の推移は以下のとおりである。
| 1日平均乗車人員推移 | 1日平均乗車人員推移 | 1日平均乗車人員推移 | 1日平均乗車人員推移 | 1日平均乗車人員推移 |
| 年度                | 定期外              | 定期                | 合計                | 出典                |
| ------------------- | ------------------- | ------------------- | ------------------- | ------------------- |
| 2000年（平成12年）  |                     |                     | 2,328               | [ JR 2 ]            |
| 2001年（平成13年）  |                     |                     | 2,232               | [ JR 3 ]            |
| 2002年（平成14年）  |                     |                     | 2,138               | [ JR 4 ]            |
| 2003年（平成15年）  |                     |                     | 2,137               | [ JR 5 ]            |
| 2004年（平成16年）  |                     |                     | 2,105               | [ JR 6 ]            |
| 2005年（平成17年）  |                     |                     | 2,118               | [ JR 7 ]            |
| 2006年（平成18年）  |                     |                     | 2,110               | [ JR 8 ]            |
| 2007年（平成19年）  |                     |                     | 2,027               | [ JR 9 ]            |
| 2008年（平成20年）  |                     |                     | 2,102               | [ JR 10 ]           |
| 2009年（平成21年）  |                     |                     | 2,017               | [ JR 11 ]           |
| 2010年（平成22年）  |                     |                     | 1,996               | [ JR 12 ]           |
| 2011年（平成23年）  |                     |                     | 1,937               | [ JR 13 ]           |
| 2012年（平成24年）  | 703                 | 1,207               | 1,911               | [ JR 14 ]           |
| 2013年（平成25年）  | 718                 | 1,185               | 1,904               | [ JR 15 ]           |
| 2014年（平成26年）  | 725                 | 1,070               | 1,796               | [ JR 16 ]           |
| 2015年（平成27年）  | 715                 | 1,023               | 1,739               | [ JR 17 ]           |
| 2016年（平成28年）  | 674                 | 997                 | 1,671               | [ JR 18 ]           |
| 2017年（平成29年）  | 633                 | 990                 | 1,623               | [ JR 19 ]           |
| 2018年（平成30年）  | 651                 | 1,006               | 1,657               | [ JR 20 ]           |
| 2019年（令和元年）  | 594                 | 974                 | 1,568               | [ JR 21 ]           |
| 2020年（令和02年）  | 254                 | 926                 | 1,181               | [ JR 22 ]           |
| 2021年（令和03年）  | 297                 | 888                 | 1,186               | [ JR 23 ]           |
| 2022年（令和04年）  | 400                 | 935                 | 1,336               | [ JR 24 ]           |
| 2023年（令和05年）  | 479                 | 901                 | 1,380               | [ JR 1 ]            |

### 貨物
「新潟県統計年鑑」によると、2023年度（令和5年度）の発送貨物は12,100トンである。
1993年度（平成5年度）の発送貨物は107,122トンであり、1996年度（平成8年度）まで10万トン台を保っていた。だが、日本石油加工の専用線が廃止された1997年度（平成9年度）に7万5千トンに減少し、1998年度（平成10年度）には1万トン台まで減少した。その後も1万トン前後で推移していたが、2003年度（平成15年度）から増加に転じている。
なお、1993年度（平成5年度）以降の推移は以下のとおりである。
| 貨物輸送推移       | 貨物輸送推移            | 貨物輸送推移 |
| 年度               | 発送貨物 （単位：トン） | 出典         |
| ------------------ | ----------------------- | ------------ |
| 1993年（平成05年） | 107,122                 | [ 県 2 ]     |
| 1994年（平成06年） | 106,870                 | [ 県 2 ]     |
| 1995年（平成07年） | 111,269                 | [ 県 2 ]     |
| 1996年（平成08年） | 101,298                 | [ 県 2 ]     |
| 1997年（平成09年） | 75,282                  | [ 県 2 ]     |
| 1998年（平成10年） | 10,900                  | [ 県 3 ]     |
| 1999年（平成11年） | 11,000                  | [ 県 3 ]     |
| 2000年（平成12年） | 10,600                  | [ 県 3 ]     |
| 2001年（平成13年） | 10,800                  | [ 県 3 ]     |
| 2002年（平成14年） | 9,000                   | [ 県 4 ]     |
| 2003年（平成15年） | 12,700                  | [ 県 4 ]     |
| 2004年（平成16年） | 13,900                  | [ 県 4 ]     |
| 2005年（平成17年） | 15,800                  | [ 県 4 ]     |
| 2006年（平成18年） | 16,400                  | [ 県 4 ]     |
| 2007年（平成19年） | 16,400                  | [ 県 5 ]     |
| 2008年（平成20年） | 15,900                  | [ 県 5 ]     |
| 2009年（平成21年） | 14,800                  | [ 県 5 ]     |
| 2010年（平成22年） | 15,800                  | [ 県 5 ]     |
| 2011年（平成23年） | 16,400                  | [ 県 5 ]     |
| 2012年（平成24年） | 16,700                  | [ 県 6 ]     |
| 2013年（平成25年） | 15,300                  | [ 県 6 ]     |
| 2014年（平成26年） | 16,600                  | [ 県 6 ]     |
| 2015年（平成27年） | 15,900                  | [ 県 6 ]     |
| 2016年（平成28年） | 16,200                  | [ 県 6 ]     |
| 2017年（平成29年） | 15,400                  | [ 県 7 ]     |
| 2018年（平成30年） | 15,100                  | [ 県 8 ]     |
| 2019年（令和元年） | 15,100                  | [ 県 1 ]     |
| 2020年（令和02年） | 13,800                  | [ 県 1 ]     |
| 2021年（令和03年） | 13,800                  | [ 県 1 ]     |
| 2022年（令和04年） | 13,100                  | [ 県 1 ]     |
| 2023年（令和05年） | 12,100                  | [ 県 1 ]     |

## 駅周辺

### 正面口側（北側）
海側の北口は正面口として機能しており、駅前から北側に伸びる新潟県道37号柏崎停車場線は歩道部分にアーケードが架かる商店街となっている。この通りや、西本町交差点で交わる東西方向のぴっから通り（新潟県道151号東柏崎停車場線・旧北国街道）、およびその周辺には商業施設や飲食店、金融機関、宿泊施設などが軒を連ねる。さらに北側には県立高校2校（柏崎高校・柏崎工業高校）や図書館（ソフィアセンター）など公共施設が集中する地区がり、市立陸上競技場やプール施設「新潟県立柏崎アクアパーク」も立地する。
駅西側には鵜川が流れており、河口周辺の海岸は海水浴場や「みなとまち海浜公園」として整備されている。
駅東側には市役所や「柏崎市文化会館アルフォーレ」、駅前公園が立地する。なお、2001年（平成13年）3月までは、駅東側に日本石油加工柏崎工場があった。
- 新潟県道37号柏崎停車場線
- ホテルサンシャイン（2024年〈令和6年〉2月29日に閉館[新聞 10]）
- ホテルニューグリーン柏崎
- ホテルα-1柏崎
- ブルボン 本社 - ブルボンの創業地
- JAえちご中越
- 柏崎市産業文化会館
- 柏崎郵便局
- 第四北越銀行 柏崎支店
- ショッピングモール フォンジェ
- 国道352号
- 柏崎市役所
- 柏崎市文化会館アルフォーレ
- ソフィアセンター
- 柏崎市陸上競技場
- 新潟県立柏崎アクアパーク
- 新潟県立柏崎高等学校
- 新潟県立柏崎工業高等学校
- 柏崎中央海水浴場

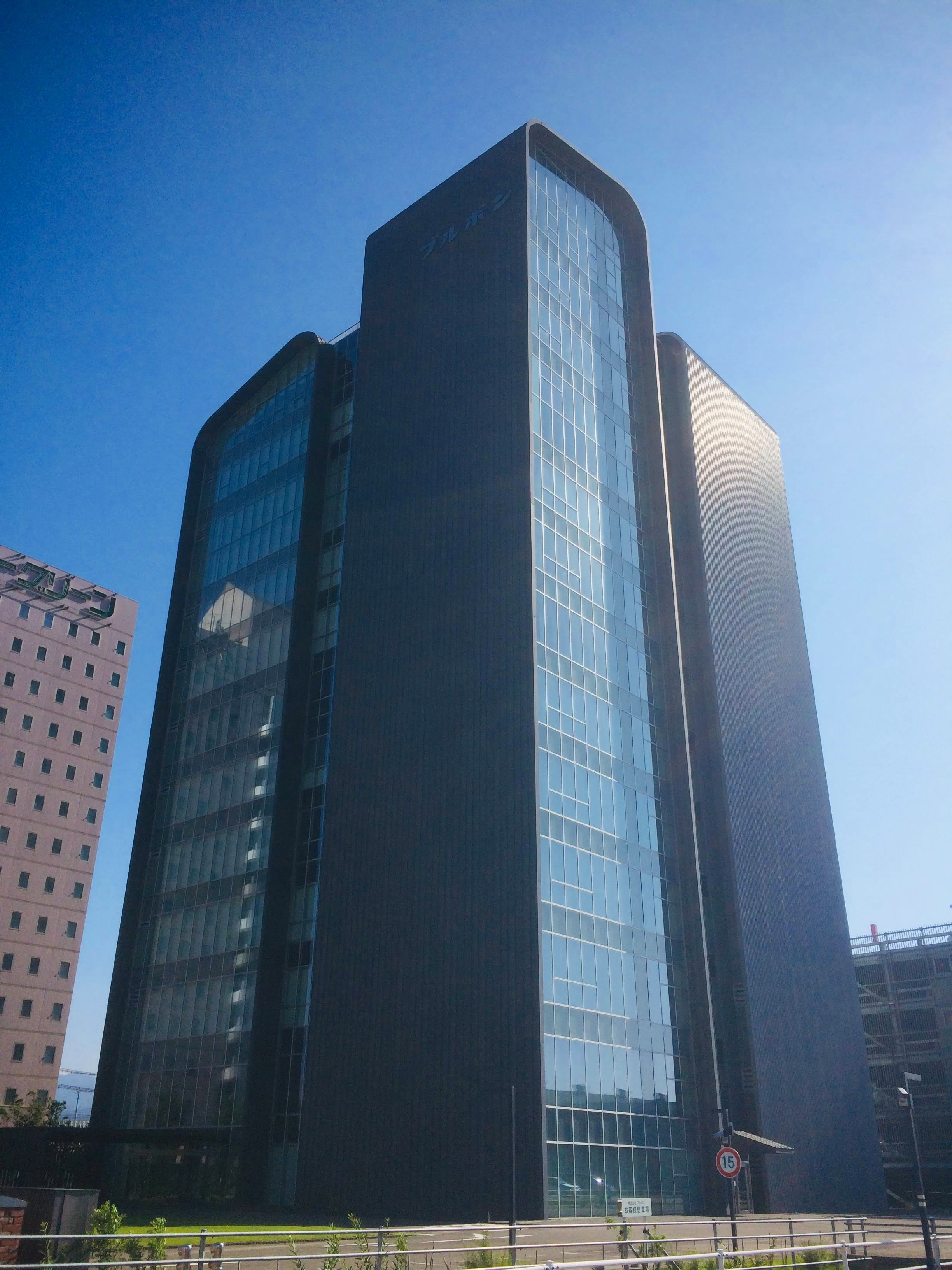
北口駅前に立地するブルボン本社ビル
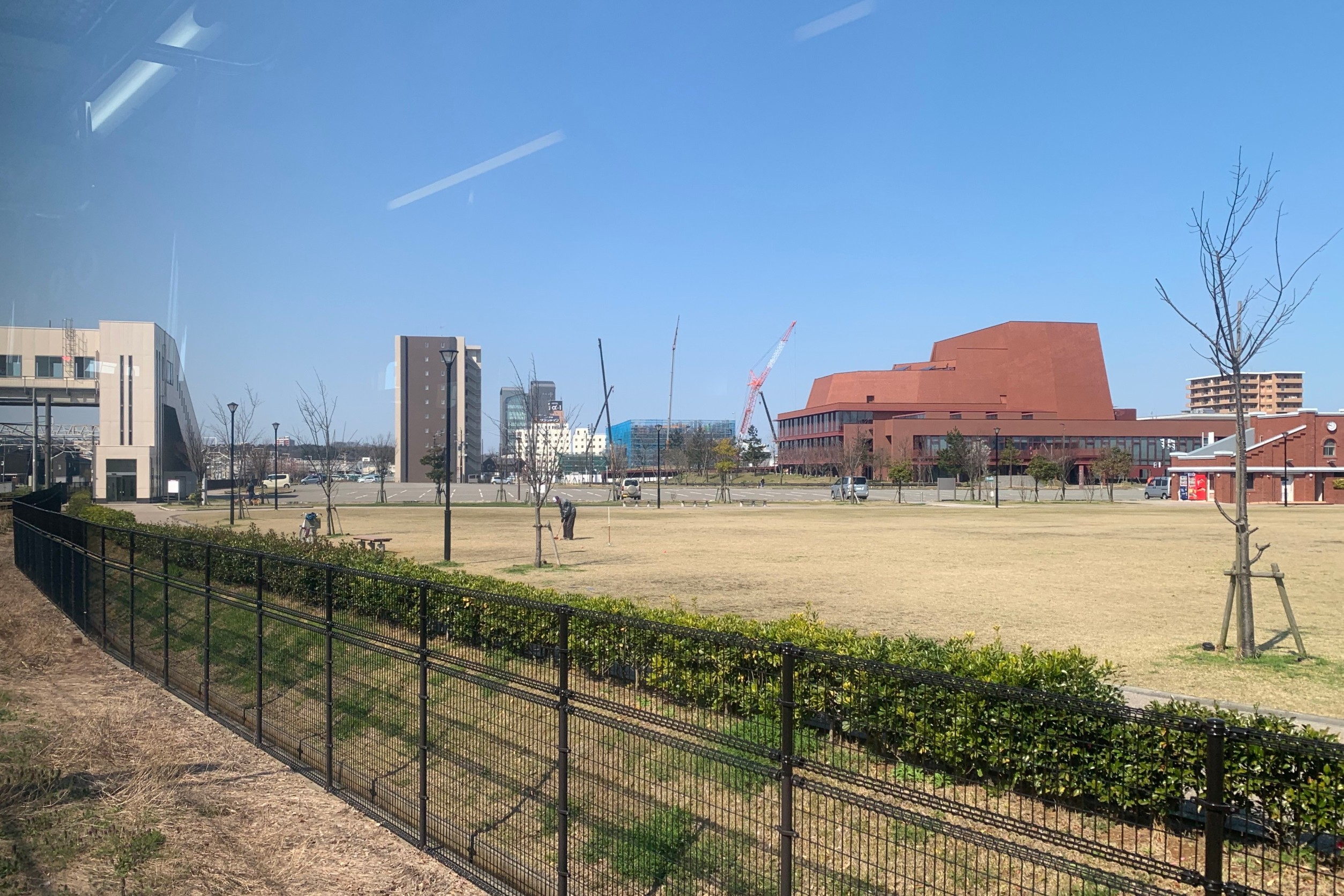
柏崎市文化会館アルフォーレと駅前公園、建設中の市役所新庁舎（2020年4月）
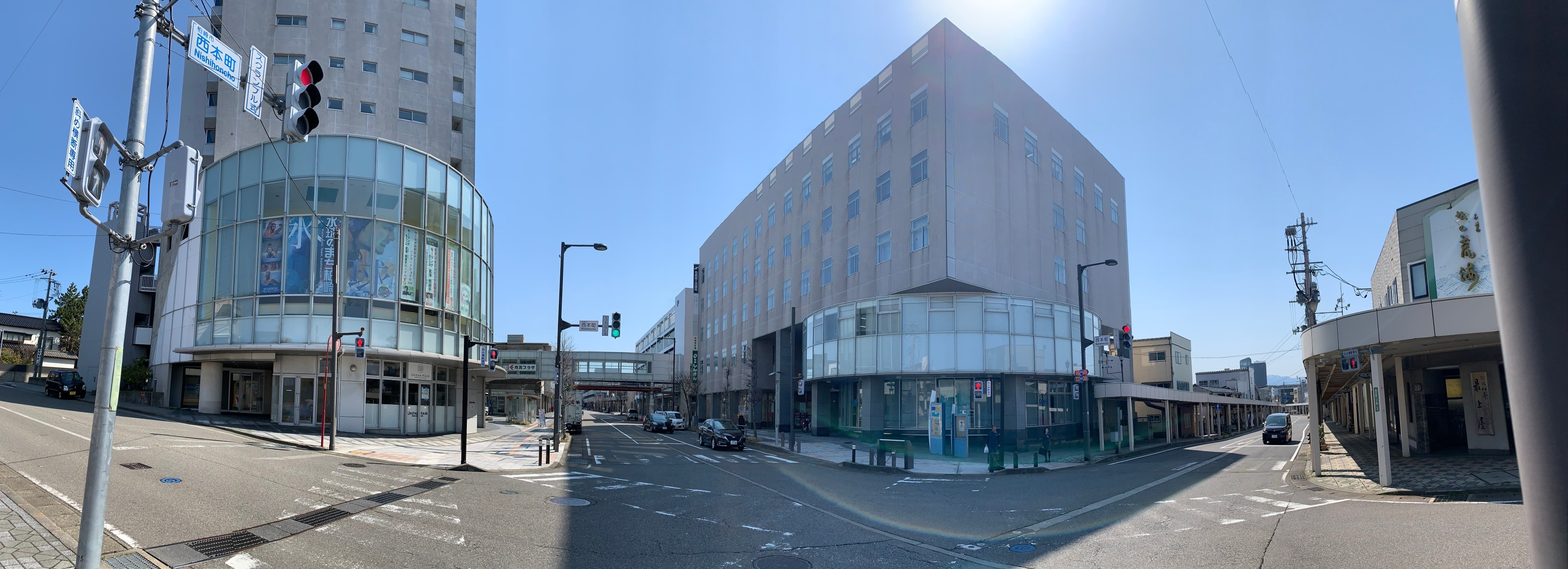
「西本町」交差点と再開発ビル「モーリエ」（2020年4月）
駅前バスのりば周辺の風景。ホテル、レンタカー店、駐輪場、越後交通案内所などが並ぶ（2021年5月）

### 南側
南側には東西方向に国道8号が走り、多くは住宅街となっている。
南東側には小松製作所グループでモーターグレーダーの製造などを行っていた小松エストの工場があったが、真岡工場（栃木県）への集約のため閉鎖され、跡地にはウオロクを核とするショッピングセンター「コモタウン柏崎」が2010年（平成22年）7月にオープンした。
- 国道8号
- ジョーシン 柏崎店
- ガスト 柏崎店
- 柏崎信用金庫 南支店
- コモタウン柏崎
  - ウオロク 柏崎店
  - ホームセンタームサシ 柏崎店
  - ケーズデンキ 柏崎店

## バス路線

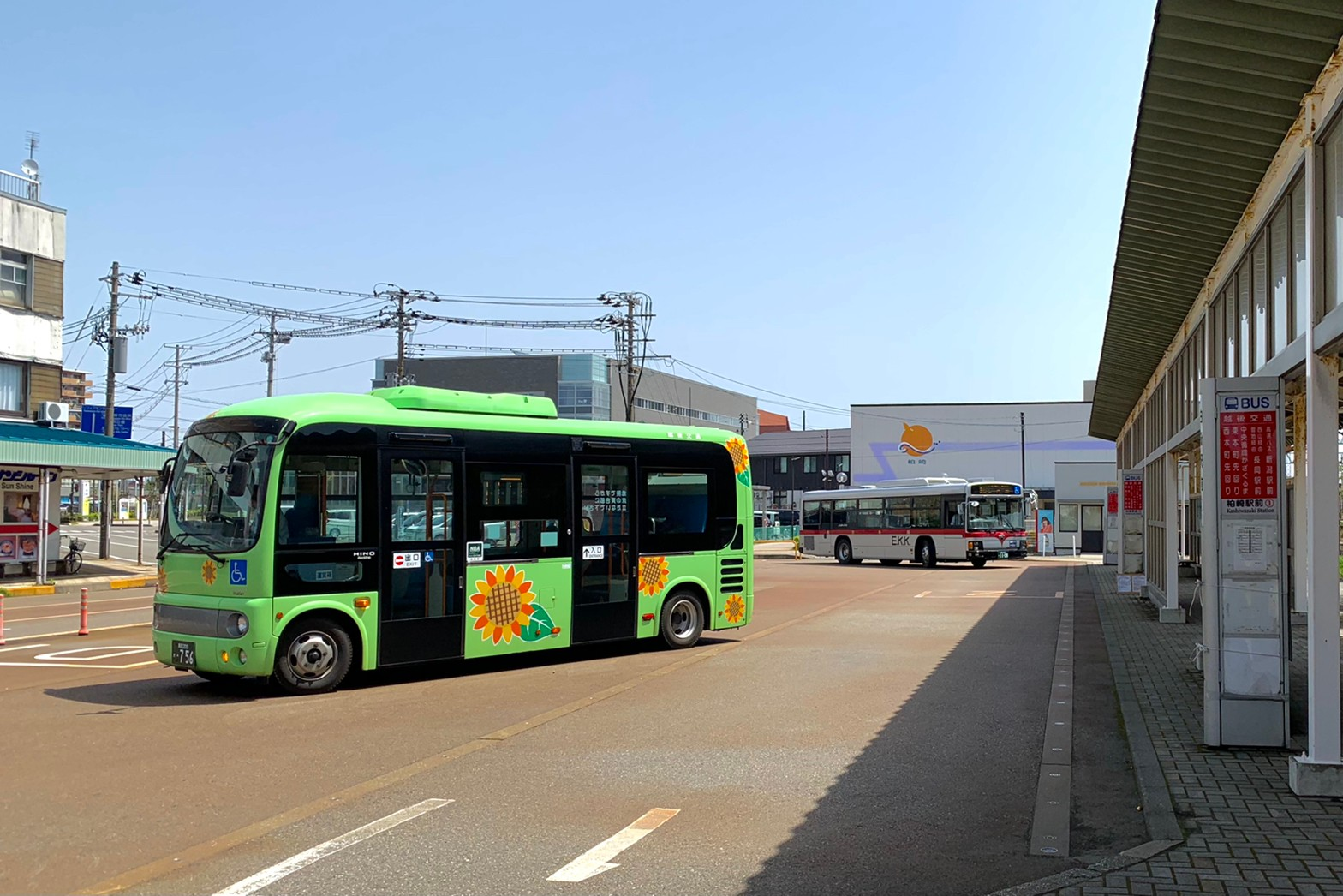
柏崎駅前バスのりばを発車する東循環バス「ひまわり」（2021年5月）

2025年（令和7年）4月1日現在、越後交通が運行する路線バスと、同社および共同運行する頸城自動車・西武バス・南海バスの高速バスが乗り入れている。
| のりば                       | 運行事業者                         | 行先 | 出典                                                 |
| 柏崎駅前バスのりば（正面口） | 柏崎駅前バスのりば（正面口）       | 柏崎駅前バスのりば（正面口） | 柏崎駅前バスのりば（正面口）                         |
| ---------------------------- | ---------------------------------- | --- | ---------------------------------------------------- |
| 1                            | 越後交通                           | - K 柏崎線（県内高速「ときライナー」）：新潟駅前方面 - 西山・曽地・長岡駅前方面 - 中央循環「かざぐるま」：東本町先回り・西本町先回り                                                                           | [ b 1 ] [ b 2 ] [ b 3 ] [ b 4 ] [ b 5 ]              |
| 2                            | 越後交通                           | - 荒浜・椎谷方面 - 鯨波・川内方面 - 米山台・柏崎駅南口方面 - 野田方面 - 中田・曽地方面 | [ b 1 ] [ b 6 ] [ b 7 ] [ b 8 ] [ b 9 ] [ b 10 ]     |
| 3                            | 越後交通                           | - 柏崎総合医療センター（一部）・宮平北・岡野町・じょんのび村方面 - 柏崎総合医療センター・堀・久米方面 - 柏崎総合医療センター・杉平方面 - 柏崎総合医療センター方面 - 東循環「ひまわり」：比角先回り・半田先回り | [ b 1 ] [ b 11 ] [ b 12 ] [ b 13 ] [ b 14 ] [ b 15 ] |
| 5                            | - 越後交通 - 頸城自動車 - 西武バス | 「高速」：池袋駅東口・バスタ新宿方面（※現在運休中） | [ b 1 ] [ b 2 ] [ b 16 ]                             |
| 5                            | - 越後交通 - 南海バス              | 「高速」：京都・大阪（なんば）・堺方面 | [ b 1 ] [ b 2 ] [ b 17 ]                             |
| 柏崎駅南口                   |                                    | |                                                      |
|                              | 越後交通                           | - 田尻工業団地・新潟工科大学・新潟産業大学方面 - 米山台・柏崎駅前方面 - フロンティアパーク・柏崎駅前 - 総合高校方面                                                                                            | [ b 1 ] [ b 8 ] [ b 18 ] [ b 19 ] [ b 20 ]           |

## 隣の駅
東日本旅客鉄道（JR東日本）
■信越本線
- 特急「しらゆき」停車駅

■快速
柿崎駅 - 柏崎駅 - 来迎寺駅
■普通
鯨波駅 - 柏崎駅 - 茨目駅
■越後線
柏崎駅 - 東柏崎駅

### 記事本文

#### 報道発表資料
1. ↑  『Suicaの一部サービスをご利用いただける駅が増えます』（PDF）（プレスリリース）東日本旅客鉄道、2013年11月29日。オリジナルの2021年1月5日時点におけるアーカイブ。2021年1月8日閲覧。
2. ↑  『柏崎駅がリニューアルオープン』（PDF）（プレスリリース）東日本旅客鉄道新潟支社、2013年10月2日。オリジナルの2015年3月19日時点におけるアーカイブ。2018年8月7日閲覧。

#### 新聞記事
1. ↑  「柏崎駅も新築完成」『交通新聞』交通協力会、1967年10月7日、1面。
2. ↑  『来年十月に完成　信越本線・直江津－宮内　完全電化、あと一息』昭和43年4月27日読売新聞新潟読売B
3. ↑  昭和46年10月31日読売新聞新潟読売
4. ↑  『開店』昭和46年12月4日読売新聞新潟
5. ↑  交通新聞平成7年3月1日3面
6. ↑  「JR柏崎駅のポイントなどパソコン切り替えに」『柏崎日報』2000年12月9日。オリジナルの2015年5月9日時点におけるアーカイブ。2025年5月5日閲覧。
7. 1 2  「4駅にエレベーター」『交通新聞』交通新聞社、2004年3月24日、3面。
8. 1 2  「JR柏崎駅もバリアフリーに エレベーター設置工事終了」『朝日新聞』朝日新聞社、2004年3月25日、35（東京地方版/新潟）。
9. ↑  「旧日石加工保管のレールが鉄道発祥の地に」『柏崎日報』2003年4月12日。オリジナルの2015年5月9日時点におけるアーカイブ。2025年5月5日閲覧。
10. ↑  「新潟柏崎市駅前の「ホテルサンシャイン」が2月末で閉館、能登半島地震で被害・1階のレストランも閉店」『新潟日報』2024年2月19日。2024年2月19日閲覧。
11. ↑  「小松エストが工場閉鎖へ」『柏崎日報』1998年11月10日。オリジナルの2016年2月11日時点におけるアーカイブ。2025年5月5日閲覧。
12. ↑  「「コモタウン柏崎」がオープン」『柏崎日報』2010年7月8日。オリジナルの2022年2月11日時点におけるアーカイブ。2025年5月5日閲覧。

#### バス
1. 1 2 3 4 5 6  “柏崎市公共交通ガイドブック 令和7年度版” (PDF).   柏崎市. 2025年5月5日閲覧。
2. 1 2 3  “【公式】越後交通株式会社 高速バスのりば - 柏崎駅前”.   越後交通. 2025年5月5日閲覧。
3. ↑  “柏崎線の路線図・運賃 - ときライナー”.   新潟県内高速バスネットワーク協議会. 2025年4月26日閲覧。
4. ↑  “柏崎駅前＝西山・曽地＝長岡駅前 線（時刻表）” (PDF). 【公式】越後交通株式会社 路線バス時刻表（柏崎地区）.   越後交通. 2025年5月5日閲覧。
5. ↑  “柏崎市街地中央循環「かざぐるま」” (PDF). 【公式】越後交通株式会社 路線バス時刻表（柏崎地区）.   越後交通. 2025年5月5日閲覧。
6. ↑  “柏崎駅前＝荒浜＝椎谷 線（時刻表）” (PDF). 【公式】越後交通株式会社 路線バス時刻表（柏崎地区）.   越後交通. 2025年5月5日閲覧。
7. ↑  “柏崎駅前＝鯨波＝川内 線（時刻表）” (PDF). 【公式】越後交通株式会社 路線バス時刻表（柏崎地区）.   越後交通. 2025年5月5日閲覧。
8. 1 2  “柏崎駅南口＝赤坂山公園＝柏崎駅前 線（時刻表）” (PDF). 【公式】越後交通株式会社 路線バス時刻表（柏崎地区）.   越後交通. 2025年5月5日閲覧。
9. ↑  “柏崎駅前＝野田 線（時刻表）” (PDF). 【公式】越後交通株式会社 路線バス時刻表（柏崎地区）.   越後交通. 2025年5月5日閲覧。
10. ↑  “柏崎駅前＝中田＝畔屋＝曽地 線（時刻表）” (PDF). 【公式】越後交通株式会社 路線バス時刻表（柏崎地区）.   越後交通. 2025年5月5日閲覧。
11. ↑  “柏崎駅前＝安田＝鳥越＝加納＝岡野町車庫・じょんのび村 線（時刻表）” (PDF). 【公式】越後交通株式会社 路線バス時刻表（柏崎地区）.   越後交通. 2025年5月5日閲覧。
12. ↑  “柏崎駅前＝久米 線（時刻表）” (PDF). 【公式】越後交通株式会社 路線バス時刻表（柏崎地区）.   越後交通. 2025年5月5日閲覧。
13. ↑  “柏崎駅前＝杉平 線（時刻表）” (PDF). 【公式】越後交通株式会社 路線バス時刻表（柏崎地区）.   越後交通. 2025年5月5日閲覧。
14. ↑  “柏崎駅前＝柏崎総合医療センター 線（時刻表）” (PDF). 【公式】越後交通株式会社 路線バス時刻表（柏崎地区）.   越後交通. 2025年5月5日閲覧。
15. ↑  “柏崎市街地東循環「ひまわり」” (PDF). 【公式】越後交通株式会社 路線バス時刻表（柏崎地区）.   越後交通. 2025年5月5日閲覧。
16. ↑  “【公式】越後交通株式会社 県外高速バス 上越～池袋・新宿 線”.   越後交通. 2025年5月5日閲覧。
17. ↑  “【公式】越後交通株式会社 県外高速バス 三条・長岡～京都・大阪 線”.   越後交通. 2025年5月5日閲覧。
18. ↑  “柏崎駅南口＝<田尻工業団地/新潟工科大学･夢の森公園>＝新潟産業大学＝安田駅前 線（時刻表）” (PDF). 【公式】越後交通株式会社 路線バス時刻表（柏崎地区）.   越後交通. 2025年5月5日閲覧。
19. ↑  “柏崎駅南口＝フロンティアパーク＝柏崎駅前 線（時刻表）” (PDF). 【公式】越後交通株式会社 路線バス時刻表（柏崎地区）.   越後交通. 2025年5月5日閲覧。
20. ↑  “柏崎駅南口＝総合高校 線（時刻表）” (PDF). 【公式】越後交通株式会社 路線バス時刻表（柏崎地区）.   越後交通. 2025年5月5日閲覧。

### 利用状況

#### JR東日本
1. 1 2  “各駅の乗車人員（2023年度）”.   東日本旅客鉄道. 2024年7月21日閲覧。
2. ↑  “各駅の乗車人員（2000年度）”.   東日本旅客鉄道. 2019年4月2日閲覧。
3. ↑  “各駅の乗車人員（2001年度）”.   東日本旅客鉄道. 2019年4月2日閲覧。
4. ↑  “各駅の乗車人員（2002年度）”.   東日本旅客鉄道. 2019年4月2日閲覧。
5. ↑  “各駅の乗車人員（2003年度）”.   東日本旅客鉄道. 2019年4月2日閲覧。
6. ↑  “各駅の乗車人員（2004年度）”.   東日本旅客鉄道. 2019年4月2日閲覧。
7. ↑  “各駅の乗車人員（2005年度）”.   東日本旅客鉄道. 2019年4月2日閲覧。
8. ↑  “各駅の乗車人員（2006年度）”.   東日本旅客鉄道. 2019年4月2日閲覧。
9. ↑  “各駅の乗車人員（2007年度）”.   東日本旅客鉄道. 2019年4月2日閲覧。
10. ↑  “各駅の乗車人員（2008年度）”.   東日本旅客鉄道. 2019年4月2日閲覧。
11. ↑  “各駅の乗車人員（2009年度）”.   東日本旅客鉄道. 2019年4月2日閲覧。
12. ↑  “各駅の乗車人員（2010年度）”.   東日本旅客鉄道. 2019年4月2日閲覧。
13. ↑  “各駅の乗車人員（2011年度）”.   東日本旅客鉄道. 2019年4月2日閲覧。
14. ↑  “各駅の乗車人員（2012年度）”.   東日本旅客鉄道. 2019年4月2日閲覧。
15. ↑  “各駅の乗車人員（2013年度）”.   東日本旅客鉄道. 2019年4月2日閲覧。
16. ↑  “各駅の乗車人員（2014年度）”.   東日本旅客鉄道. 2019年4月2日閲覧。
17. ↑  “各駅の乗車人員（2015年度）”.   東日本旅客鉄道. 2019年4月2日閲覧。
18. ↑  “各駅の乗車人員（2016年度）”.   東日本旅客鉄道. 2019年4月2日閲覧。
19. ↑  “各駅の乗車人員（2017年度）”.   東日本旅客鉄道. 2019年4月2日閲覧。
20. ↑  “各駅の乗車人員（2018年度）”.   東日本旅客鉄道. 2019年7月16日閲覧。
21. ↑  “各駅の乗車人員（2019年度）”.   東日本旅客鉄道. 2020年7月13日閲覧。
22. ↑  “各駅の乗車人員（2020年度）”.   東日本旅客鉄道. 2021年7月25日閲覧。
23. ↑  “各駅の乗車人員（2021年度）”.   東日本旅客鉄道. 2022年8月7日閲覧。
24. ↑  “各駅の乗車人員（2022年度）”.   東日本旅客鉄道. 2023年7月10日閲覧。

#### 新潟県統計年鑑
1. 1 2  “第11章 運輸” (PDF). 第135回 新潟県統計年鑑 2024.   新潟県. p. 190 (2025年3月). 2025年5月5日閲覧。
2. 1 2 3  “第10章 運輸” (xls). 第109回 新潟県統計年鑑 1998.   新潟県. 2020年8月13日時点のオリジナルよりアーカイブ。2020年8月13日閲覧。
3. 1 2  “第10章 運輸” (xls). 第113回 新潟県統計年鑑 2002.   新潟県. 2020年8月13日時点のオリジナルよりアーカイブ。2020年8月13日閲覧。
4. ↑  “第11章 運輸” (PDF). 第118回 新潟県統計年鑑 2007.   新潟県. p. 232 (2008年3月). 2019年4月2日時点のオリジナルよりアーカイブ。2019年4月2日閲覧。
5. ↑  “第11章 運輸” (PDF). 第123回 新潟県統計年鑑 2012.   新潟県. p. 208 (2013年3月). 2019年4月2日時点のオリジナルよりアーカイブ。2019年4月2日閲覧。
6. ↑  “第11章 運輸” (PDF). 第128回 新潟県統計年鑑 2017.   新潟県. p. 208 (2018年3月). 2019年4月2日時点のオリジナルよりアーカイブ。2019年4月2日閲覧。
7. ↑  “第11章 運輸” (PDF). 第129回 新潟県統計年鑑 2018.   新潟県. p. 208 (2019年3月). 2019年4月2日時点のオリジナルよりアーカイブ。2019年4月2日閲覧。
8. ↑  “第11章 運輸” (PDF). 第130回 新潟県統計年鑑 2019.   新潟県. p. 208 (2020年3月). 2020年8月13日時点のオリジナルよりアーカイブ。2020年8月13日閲覧。